# 스파이럴 (2021년 영화)
"스파이럴"(영어: Spiral: From the Book of Saw)은 2021년 공개된 미국의 공포 영화이다. 대런 린 바우즈먼이 감독을 맡았으며, 9번째 영화 《쏘우》 시리즈 작품이다.

## 줄거리
영화 '스파이럴'은 '쏘우' 시리즈의 스핀오프이자 아홉 번째 작품으로, 경찰 내부의 부패와 복수를 다룬다. 이야기는 7월 4일 퍼레이드 중 하수구에서 발견된 형사의 시신에서 시작된다. 혀가 지하철 레일에 매달린 채 죽은 이 형사의 죽음은 단순한 사고가 아닌, '직쏘' 모방 살인마의 소행임을 암시한다. 주인공인 형사 지크 뱅크스는 신참 파트너 윌리엄 쉔크와 함께 이 사건을 파헤치기 시작한다.
수사가 진행될수록, 뱅크스와 과거 악연이 있던 형사 피치가 똑같은 방식으로 잔혹하게 살해당한다. 경찰 내부에서는 뱅크스를 의심하기 시작하고, 심지어 쉔크의 살해된 모습이 담긴 소포까지 배달되면서 혼란은 가중된다. 뱅크스는 단서를 쫓던 중 과거 아버지와 함께 방문했던 정육점에서 살해당한 시신과 녹음기를 발견한다. 이 과정에서 뱅크스의 아버지인 전직 경찰 서장 마커스까지 납치당하고, 강력반 반장 가르자는 경찰서 냉동 창고에서 끔찍한 함정에 빠져 목숨을 잃는다.
뱅크스는 함정에 빠졌다가 탈출에 성공하고, 과거 자신이 체포했던 부패 형사 던레비가 처참하게 죽어가는 모습을 목격한다. 그리고, 쉔크가 살아있으며 사실은 '에머슨'이라는 성을 가진 부패 경찰의 아들이자 복수심에 불타는 모방 살인마였음이 밝혀진다. 에머슨은 과거 경찰 서장이었던 마커스가 부패 경찰을 비호해 '정의'를 왜곡했다고 믿고, 뱅크스에게 마지막 시험을 제시한다. 아버지 마커스는 피가 빠져 죽어가고, 에머슨은 뱅크스에게 총을 쥐여준다. 아버지를 살리려면 에머슨을 놓아줘야 하고, 에머슨을 잡으려면 아버지가 죽어야 하는 선택의 순간, 뱅크스는 아버지를 살리는 쪽을 택한다. 하지만 결국 특수 기동대가 도착하는 과정에서 오해가 생겨, 아버지는 총에 맞아 죽고, 에머슨은 도주한다. 복수를 위해 계획된 살인 게임은 이렇게 비극으로 끝이 난다.

## 출연
- 크리스 록 - 이지키얼 "지크" 뱅크스 역
- 맥스 밍겔라 - 윌리엄 솅크 형사 역
- 메리솔 니컬스 - 앤지 가자 반장 역
- 새뮤얼 L. 잭슨 - 마커스 뱅크스 역
- 조이 파머 - 카라 보즈윅 역
- 지넬 윌리엄스 - 리사 뱅크스 역
- 리처드 제피어리 - 피치 형사 역
- 댄 페트로니예비치 - 마브 보즈윅 형사 역
- 모건 데이비드 존스 - 배럿 경관 역
- 레오니다스 카스트루니스 - 소년 역
- 앨리 존슨 - 지아니 루이스 역